# Asen Liczew
Asen Petrow Liczew, bułg. Асен Петров Личев (ur. 6 lutego 1952 w Sofii) – bułgarski hydrogeolog i urzędnik państwowy, w 2021 minister ochrony środowiska i zasobów wodnych.

## Życiorys
Ukończył studia z hydrogeologii i inżynierii geologicznej. Przez ponad 25 lat pracował w bułgarskim ministerstwie środowiska, gdzie przez 12 lat odpowiadał za zasoby wodne jako dyrektor departamentu. Brał udział w pracach nad ustawami z tego zakresu i reformami systemowymi, był też głównym autorem strategii zarządzania i rozwoju sektora wodnego na lata 2004–2015. Wypowiadał się jako krytyk rządu Bojka Borisowa i jego postępowania względem środowiska naturalnego. W maju 2021 powołany na urząd ministra ochrony środowiska i zasobów wodnych w przejściowym gabinecie Stefana Janewa. Pozostał na tym stanowisku w utworzonym we wrześniu 2021 drugim technicznym rządzie tego samego premiera. Pełnił tę funkcję do grudnia tegoż roku.